# Taiwan Mobile
Taiwan Mobile (кит.: 台灣大哥大; піньїнь: Táiwān Dàgēdà) — тайванський оператор мобільного зв'язку. Це друга за величиною телекомунікаційна компанія після Chunghwa Telecom.

## Історія
Компанія Taiwan Mobile розпочала свою діяльність як частина стратегічного продажу активів нині неіснуючої компанії Pacific Electric Wire & Cable Co. Ltd (на той час котирувалася на головній фондовій біржі Тайваню). PEWC розпочала свою діяльність у сфері телекомунікацій, ставши акціонером (5 %) компанії Iridium LLC у 1994 році, і ця інвестиція принесла компанії високий статус і високий ризик після стратегічної перемоги в отриманні гонконгської ліцензії PCS у 1995 році, а згодом була розгорнута як P Plus Communications у Гонконзі. PEWC також докладала різних зусиль для розвитку бізнесу і брала участь у тендерах на отримання різних ліцензій на бездротовий зв'язок у Китаї, В'єтнамі, Сінгапурі, Індонезії та на Філіппінах. Зрештою, компанія повернулася на Тайвань, щоб взяти участь у тендерах на отримання різних ліцензій, які були лібералізовані в 1996 і 1997 роках. Зараз Taiwan Mobile також придбала частку в Taiwan Fixed Network.
Раніше компанія Taiwan Mobile називалася Pacific Cellular Corporation (太平洋電信事業股份有限公司; PCC), а гонконгська інвестиційна холдингова компанія називалася PEWC Telecommunications Co. Ltd, яка володіє інвестиціями в P-Plus Communications Ltd. PEWC, PCC, Pacific Iridium були частиною загального телекомунікаційного портфоліо. Компанія також інвестувала в різні телекомунікаційні та інтернет-бізнеси й здійснила низку злиттів і поглинань з роздрібною дистриб'юторською компанією, CRM-компанією та інжиніринговою компанією, яка отримує контракти на аутсорсинг від об'єднаних стільникових і телефонних компаній. Нещодавно компанія об'єдналася з Taiwan Star Telecom, щоб розширити свою стільникову мережу 5G і навіть розвивати «зелене» споживання енергії в галузі зв'язку.
Сьогоднішній логотип Taiwan Mobile більш барвистий, але все ще має вигляд оригінальної супутникової станції Iridium з шестикутними формами. Старий логотип був повністю червоним і успадкував червоний колір від нині неіснуючої компанії Pacific Electric Wire & Cable Co., Ltd (太平洋電線電纜股份有限公司; PEWC).

## Інформація про мобільну мережу
| Частота  | Тип технології | Група | Пропускна здатність | Атрибути |
| -------- | -------------- | ----- | ------------------- | --- |
| 2100 МГц | UMTS LTE-A     | 1     |                     | Послуга UMTS/WCDMA була припинена на цій частоті 31 грудня 2018 року. Після цієї дати цю частоту було змінено на LTE. |
| 700 МГц  | LTE-A          | 28    | 2x20 МГц            | Ця частота призначена для забезпечення додаткового покриття в областях, де частота 1800 МГц слабка або відсутня.      |
| 1800 МГц | LTE-A          | 3     | 2х15 МГц            | Основний діапазон LTE для більшості послуг.                                                                           |
| 3.5 ГГц  | 5G NR          | n78   | 60 МГц              | |
| 28 ГГц   | 5G NR          | n257  | 200 МГц             | |